# Brandy & Mr. Whiskers
Brandy & Mr. Whiskers (Las aventuras de Brandy y el Sr. Bigotes en Hispanoamérica) es una serie original de Disney Channel creada por Russell Marcus y producido por Walt Disney Television Animation. El episodio piloto fue transmitido por primera vez en la cadena Toon Disney. Fue emitido originalmente en Disney Channel de 2004 hasta 2006.

## Trama
Brandy & Mr. Whiskers es una comedia animada que cuenta las desventuras de 2 compañeros poco comunes, Brandy una perrita refinada y elegante cuyos dueños pertenecen a la aristocracia de Miami, mientras que Mr. Whiskers/Sr. Bigotes es un conejo lagomorfo común y corriente, que vivió tanto en zoológicos como en laboratorios o como mascota en algunas casas suburbanas. Ambos se conocen en el sector de carga de un avión con destino a Río de Janeiro, pero en un descuido el torpe conejo activa una palanca y automáticamente son eyectados para caer en el salvaje e inhóspita selva del Amazonas.

### Primera temporada
Brandy y Mr. Whiskers comienzan por conocerse, gracias a su nueva vida en el Amazonas. Ellos construyen una casa en un árbol para vivir en ella, usando los desechos que cayeron del avión. Una gran parte de la serie es que Brandy tiene una desesperación para volver a su casa en Florida. En la selva, tanto ella como Mr. Whiskers deben adaptarse, explorar el entorno y hacerse amigos de los animales nativos. Brandy hace intentos de conseguir que la selva se convierta en una sociedad civilizada, mediante la introducción de elementos tales como la moda, la popularidad, las elecciones y el concepto de dinero (la moneda local de la selva que son las ”Piedras Brillantes negras que son como oro en el amazonas”). Mr. Whiskers prefiere mezclar las cosas por medio de las competencias de la invención y la imaginación para ocupar su tiempo, por lo general causa estragos en la selva. Pero eso afecta a su popularidad.

### Segunda temporada
Ha pasado muchos meses desde que Brandy y Mr. Whiskers han llegado a la selva Amazónica ya que muchos de los cambios se ponen en orden. Hay nuevas decoraciones en el interior de la casa del árbol, dando un "ambiente hogareño", que incluye flores de papel tapiz, decorado de tipo Feng-Shui, una cocina, una terraza y un cuarto de baño interior (esto fue después de que el lado de Mr. Whiskers fue destruido). Los animales también se han convertido en una sociedad más antropomórfica, ya que han establecido una nueva economía de mercado en el Amazonas.

## Personajes
- Brandy Harrington (de los Harrington de Florida): es una perrita de clase social rica que vivía en Palm Beach Florida, junto a su familia, “Los Harrington de Florida”, quienes han tenido mucho éxito en su vida. La aventura de Brandy empieza desde que cayó del avión de carga en el que viajaba para ir a un spa en un hotel 5 estrellas de Río de Janeiro, debido a la culpa del Mr. Whiskers buscando un interruptor de luz. Aunque al principio no se lleva bien junto a Whiskers a lo largo de la serie empiezan a tener una mejor amistad hasta el beso en el episodio final.
- Mr. Whiskers / Sr. Bigotes: es un pequeño conejo degenerado el cual ama oler sus pies y siempre va mal por las escaleras, que abordaba el mismo avión que Brandy, y que este se dirigía a un zoológico en Asunción, capital del Paraguay. Provoca el accidente en el que él y Brandy se quedan atrapados en el Amazonas, abriendo la puerta de emergencia del avión. A diferencia de Brandy, él no desea salir de la selva y está muy feliz de la vida que ahora tiene. Suele ser un conejo hiperactivo, despistado, tonto, maloliente e irritante.
- Lola Boa: Es una serpiente Boa con acento cubano que se convierte en la mejor amiga de Brandy, suele hacer con ella muchas actividades, como ir de compras o ir al Spa. A veces regaña a Brandy por su comportamiento egoísta, más hacia Bigotes, aunque este la irrite en algunas ocasiones. Esta algo acomplejada por no tener brazos y un dato curioso es que tiene talento en el canto, a diferencia de Brandy que no tiene, lamentablemente tiene pánico escénico.
- Ed: Es una nutria que se caracteriza por su carácter serio, lento, apasivo, sabio, calmado e intelectual; suele ser parte de las aventuras de los personajes principales. También es algo tímido y muy educado, llamándole a sus amigos por Sr. o Srta. Es el mejor amigo de Bigotes.
- Gaspar Le'Gecko: Es un gecko que habla con acento argentino que habita en una cueva de la jungla, y tiene como guardaespaldas a dos gorilas. Es el habitante más rico de la selva teniendo muchas piedras brillantes, que son la fuente del dinero en el Amazonas. Suele ser estafador, egoísta y mentiroso, y está acostumbrado a tener todo lo que quiere actuando así, en especial con Brandy y el Sr. Bigotes. Se burla de todos diciendo que son inferiores a él y se autoproclama gobernante de la selva. Está enamorado de Brandy y numerosas veces desea obtener su amor aun si tiene que usar métodos chantajistas o apuestas arregladas, sin embargo esto no le impide estafarla igual que todos los demás habitantes de la selva.
- Cheryl y Meryl: Son dos gemelas tucanes muy amigas de Brandy. Normalmente se pelean por el más mínimo detalle, se insultan y pocas veces están de acuerdo la una con la otra. Casi siempre se acaban golpeando.
- Margo: Una insecto palo presumida que suele ir con el grupo de amigas de Brandy. Aunque a menudo también suelen criticarse la una a la otra, y rivalizar por ser la mejor en algo.

## Episodios
| Temporada | Episodios | Estados Unidos       | Estados Unidos       | Hispanoamérica          | Hispanoamérica       | España             | España            |
| Temporada | Episodios | Comienzo             | Final                | Comienzo                | Final                | Comienzo           | Final             |
| --------- | --------- | -------------------- | -------------------- | ----------------------- | -------------------- | ------------------ | ----------------- |
| 1         | 21 (41)   | 21 de agosto de 2004 | 12 de agosto de 2005 | 21 de noviembre de 2005 | 2006                 | 2 de julio de 2005 | diciembre de 2005 |
| 2         | 18 (36)   | 3 de febrero de 2006 | 25 de agosto de 2006 | 22 de mayo de 2006      | 20 de agosto de 2007 | 2006               | 2007              |

## Reparto
| Personaje         | Actor de voz (Estados Unidos) | Actor de voz (Hispanoamérica) | Actor de voz (España)                                                               |
| ----------------- | ----------------------------- | ----------------------------- | ----------------------------------------------------------------------------------- |
| Brandy Harrington | Kaley Cuoco                   | Xóchitl Ugarte                | Pilar Martín                                                                        |
| Mr. Whiskers      | Charlie Adler                 | Luis Daniel Ramírez           | Rafael Alonso Naranjo Jr. (temporada 1) Francisco Javier García Sáenz (temporada 2) |
| Lola Boa          | Alanna Ubach                  | Jessica Ortiz                 | Chelo Vivares                                                                       |
| Ed                | Tom Kenny                     | Mario Filio                   | Juan Antonio Arroyo                                                                 |
| Gaspar Le Gecko   | André Sogliuzzo               | Arturo Mercado Jr.            | Chema Lara                                                                          |
| Cheryl            | Sherri Shepherd               | Carola Vázquez                | Chus Gil                                                                            |
| Meryl             | Sherri Shepherd               | Toni Rodríguez                | Chus Gil                                                                            |
| Margo             | Jennifer Hale                 | Ireme Jiménez                 | Yolanda Mateos                                                                      |
| Voces adicionales | ¿?                            | José Luis Orozco              | ¿?                                                                                  |